# Luksemburška vaterpolska reprezentacija
Luksemburška vaterpolska reprezentacija predstavlja državu Luksemburg u športu vaterpolu.

## Nastupi na velikim natjecanjima

### Olimpijske igre
- 1928. — 11. mjesto[1]

### Kup EU nacija u vaterpolu 2019. – Muški turnir (Brno)
- Luksemburg – Švicarska – 1:20 (0:8 / 0:4 / 0:3 / 1:5) – Golovi za Luksemburg: Rondeau J. (1)
- Luksemburg – SAD – 2:28 (1:9 / 0:6 / 0:8 / 1:8) – Golovi za Luksemburg: Soriot N. (1), Jacquet E. (1)
- Litva – Luksemburg – 22:6 (2:1 / 6:3 / 4:2 / 10:0) – Golovi za Luksemburg: Clemencin S. (2), Rondeau J. (2), Ricci P. (1), Jacquet E. (1)
- Austrija – Luksemburg – 25:4 (12:3 / 6:0 / 3:0 / 4:1) – Golovi za Luksemburg: Clemencin S (2), Rondeau J. (1), Jacquet E. (1)
- Engleska – Luksemburg – 23:5 (9:1 / 4:1 / 6:1 / 4:2) – Golovi za Luksemburg: Kalan G. (3), Charlé E. (1), Rondeau J. (1)
- Singapur – Luksemburg – 24:4 (5:1 / 4:1 / 9:2 / 6:0) – Golovi za Luksemburg: Clemencin S. (2), Kalan G. (2)
- Wales – Luxembourg – 19:9 (3:4 / 2:1 / 7:4 / 7:0) – Golovi za Luksemburg: Kalan G. (6), Charlé E. (2), Rondeau J. (1)

## Momčad

### Trenutačni sastav
Popis za Kup EU nacija u vaterpolu 2019. – Muški turnir (Brno).
Trener: Bernard Pollak
Luksemburška muška vaterpolo reprezentacija:
| Br. | Ime                 | Datum rođenja      | Pozicija        | L/D | Klub                   |
| --- | ------------------- | ------------------ | --------------- | --- | ---------------------- |
| 1   | Pascal Goujon       | 7. siječnja 1975.  | Vratar          | L   | CN Diekirch            |
| 2   | Sidney Clémencin    | 24. ožujka 1989.   | Svestrano       | D   | CN Diekirch            |
| 3   | Jérémy Rondeau      | 24. ožujka 1984.   | Svestrano       | D   | CN Diekirch            |
| 4   | José Nunez          | 21. prosinca 1984. | Centar naprijed | D   | Plivanje Luksemburg    |
| 5   | Eric Charlé         | 30. svibnja 1995.  | Centar naprijed | D   | Grand Longwy Vaterpolo |
| 6   | Nicolas Soriot      | 2. studenoga 1979. | Igrač u polju   | D   | CN Diekirch            |
| 7   | Luca Raponi         | 18. ožujka 1979.   | Svestrano       | D   | CN Diekirch            |
| 8   | Pierre-Louis Ricci  | 11. srpnja 1991.   | Svestrano       | D   | CN Diekirch            |
| 9   | Gašper Kalan        | 4. studenoga 1989. | Svestrano       | D   | CN Diekirch            |
| 10  | Steven Spielmann    | 22. svibnja 1987.  | Svestrano       | D   | CN Diekirch            |
| 11  | Pir Castiglia (C)   | 5. kolovoza 1985.  | Krilo           | D   | CN Diekirch            |
| 12  | Samuel Baumislovski | 9. svibnja 1994.   | Svestrano       | D   | Swimming Luxembourg    |
| 13  | Guy Lambert         | 27. prosinca 1967. | Vratar          | D   | CN Diekirch            |
| 14  | Enzo Jacquet        | 15. lipnja 2003.   | Krilo           | D   | CN Diekirch            |
| 15  | Arnaud Constant     | 29. lipnja 1977.   | Centar          | D   | CN Diekirch            |
| 16  | Nicolas Ehrismann   | 20. siječnja 2003. | Centar naprijed | D   | SC Thionville          |